# Thomas Walter (botaniste)
Pour les articles homonymes, voir Walter et Thomas Walter.
Thomas Walter est un botaniste et un planteur américain d’origine britannique, né vers 1740 à Hampshire (Grande-Bretagne) et mort le 17 janvier 1789 dans le Comté de Berkeley (Caroline du Sud).

## Biographie
Il émigre jeune en Caroline du Sud et acquiert une plantation sur les rives du fleuve Santee. C’est là qu’il passera le reste de sa vie.
On ignore les détails de sa formation, mais il est probable qu’il ait reçu une bonne éducation. Il étudie intensivement les végétaux dans un rayon de 80 km autour de chez lui.
Il fait parvenir à son ami le botaniste John Fraser (1750-1811) un manuscrit en latin décrivant plus de 1 000 espèces (dont plus de 200 nouvelles) et 435 genres (dont 32 nouveaux). Fraser le fait alors paraître sous le titre de Flora Caroliniana. C’est la première flore locale de l’Amérique du Nord utilisant la nomenclature binomiale linnéenne.
Fraser reçoit également l’herbier de Walter. Celui-ci est acquis par la Société linnéenne de Londres en 1849 puis par le British Museum en 1863 dans un état de détérioration avancée.